# 翼刀

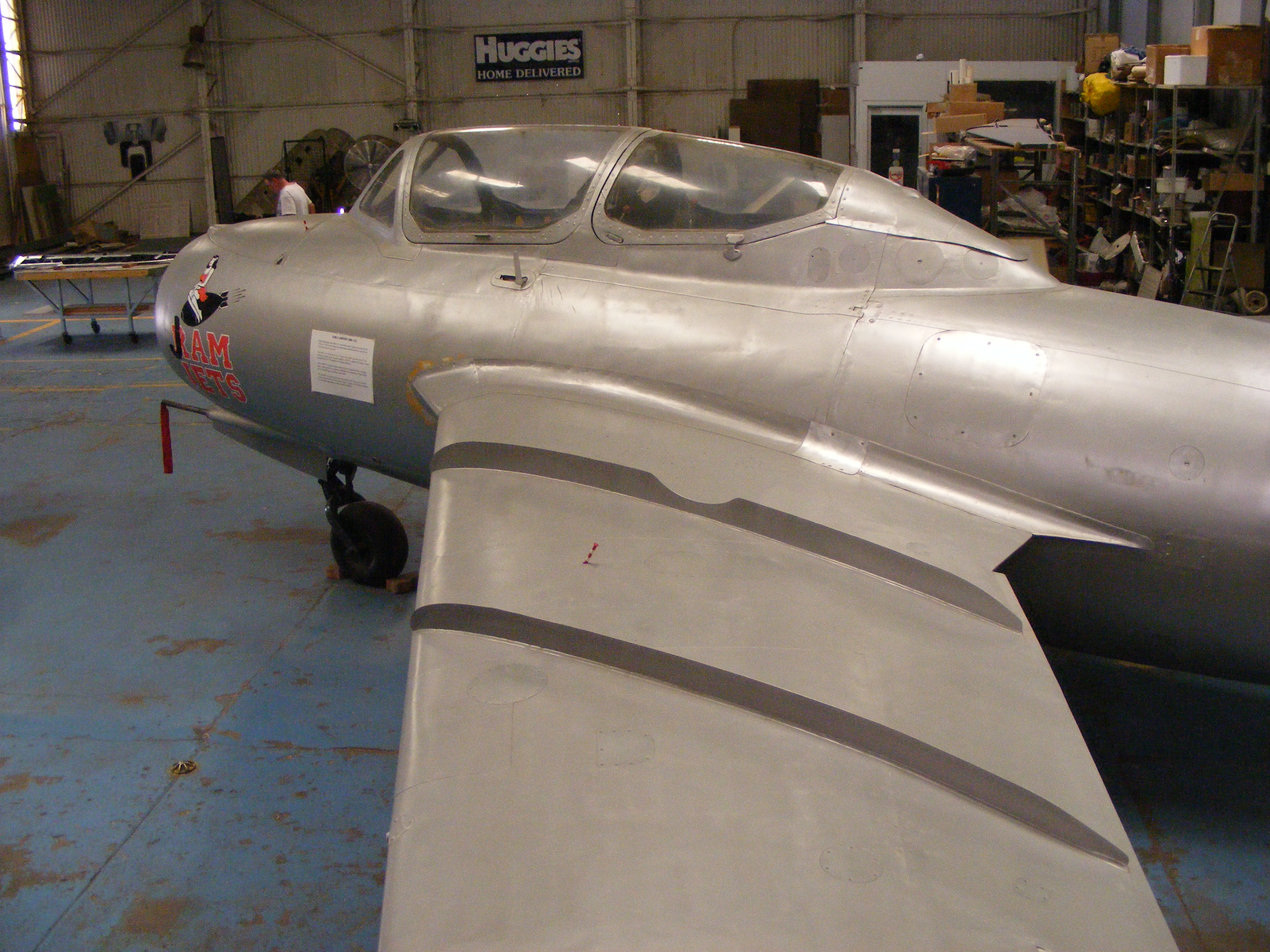
米格-15戰鬥機的機翼有兩塊翼刀

翼刀（英語：Wing fence）是机翼上一种用于控制附面层移动的简易挡板结构。

## 概说
一般的平直翼和后掠翼，机翼上表面的气流会自动向翼梢流动，相应的，附面层也会逐渐向翼梢堆积。这些气流最终会在翼梢分离，从而降低飞机的升力。此外，气流在翼梢的分离会造成很大的滚转力矩，容易使飞机进入尾旋。这种状况在大后掠角机翼上尤为明显。
若在机翼的上表面，沿着翼弦的方向放置具有一定高度的挡板，就可以阻碍上翼面的附面层向翼梢移动，从而阻止或者延缓分离的发生。这样的装置就是翼刀。
作为控制附面层的装置，翼刀的效果很好，并且结构简单和廉价，因此在喷气机出现早期很受欢迎。俄罗斯和中国的高速飞行器上常有这种设计。但翼刀会增加飞机的雷达反射截面积（Radar Cross Section，RCS），同时也会增加阻力。在一些新的附面层控制技术出现以后，如今翼刀已经很少被采用了。
翼刀的发明人一般认为是德国工程师沃尔夫冈·利贝。